# BX Водолея
BX Водолея (лат. BX Aquarii) — двойная затменная переменная звезда типа Алголя (EA) в созвездии Водолея на расстоянии приблизительно 2289 световых лет (около 702 парсеков) от Солнца. Видимая звёздная величина звезды — от +13,5m до +12m. Орбитальный период — около 1,5296 суток.

## Характеристики
Первый компонент — жёлто-белая звезда спектрального класса F. Эффективная температура — около 7189 К.